# Nogometni savez Herceg-Bosne
Nogometni savez Hrvatske Republike Herceg-Bosne je bila krovna organizacija hrvatskih nogometnih društava u Hrvatskoj Republici Herceg-Bosni, Bosna i Hercegovina. Organizirao je Prvu nogometnu ligu Herceg-Bosne formiranu 1993. godine, a od 1994. godine igrao se i Nogometni kup Herceg-Bosne. U sedam prvenstava i šest kupova igrala je većina nogometnih klubova iz Bosne i Hercegovine iz većih općinskih središta s većinskim hrvatskim stanovništvom: HŠK Zrinjski Mostar, NK Široki Brijeg, NK Brotnjo Čitluk, NK Posušje, HNK Orašje, NK Žepče, NK Sloga Ljubuški, HNK Grude, NK Troglav Livno, HNK Tomislav Tomislavgrad, HNK Kupres, HNK Sloga Uskoplje, HNK Rama, HNK Stolac, HNK Čapljina, NK Kiseljak, NK Vitez, NK Kreševo, NK Novi Travnik i NK Elektrobosna Jajce. Godine 1994. formirana je i Nogometna reprezentacija Herceg-Bosne čija krovna ustanova bio je Nogometni savez Hrvatske Republike Herceg-Bosne.